# Дмитрієв Едуард Дмитрович
Дмитрієв Едуард Дмитрович (1937—2017) — радянський і український телережисер, кінорежисер, сценарист. Член Національної спілки кінематографістів України.

## Життєпис
Народився 27 червня 1937 р. у м. Ровеньки Ворошиловградської обл. 
Закінчив операторський факультет Всесоюзного державного інституту кінематографії (1971). Працював на Іркутській і Кримській студіях телебачення. 
З 1978 р. — на студії «Укртелефільм».
У 1979 році закінчив Вищі режисерські курси, майстерня Еміля Лотяну.
Пішов з життя в Києві 30 листопада 2017 на 81 році.

## Фільмографія
Створив стрічки:
- «Батарея, вогонь!» (1965, Диплом І Всесоюзного кінофестивалю в Києві)
- «Звичайний рейс» (1965, авт., реж. і оп. Диплом Міжнародного кінофестивалю, Рига)
- «Кримський заповідник» (1966. Диплом зонального огляду в Тбілісі)
- «Ювілейна осінь» (1967)
- «Кіммерія» (1968)
- «Чотири інтерв'ю про троянду» (1969)
- «Подруги» (1970)
- «Під крилом завжди море» (1971)
- «Належить народові»
- «Біла дача»
- «Гурзуф»
- «Караби-Яйла» (1972)
- «Літо в Ішуні» (1973)
- «Репортаж про молоко» (1974)
- «Лісова рапсодія»
- «Вогненні роки Керчі» (1975)
- «Початок»
- «Крила» (1976)
- «Севастопольські куранти»
- «Розкажу вам про Марію» (1977)
- «Серед скель»
- «Паркан з блакитним оком» (1978)
- «Хто ходить по колоді» (1979)
- «Про Київ з посмішкою» (1980)
- «Іван Франко» (1981)
- «Уклін красі» (1982)
- «Компаньйони» (1983)
- «Мати» (1983)
- «Розповідь барабанщика» (1985)
- «Остання електричка» (1986, к\м)
- «Відрядження» (1988, 3 а)
- «Червоне вино перемоги» (1990)
- «Вікно навпроти» (1991, співавт. сцен.)
- «Ну ти й відьма...» (1992, співавт. сцен.) та ін.